# Fatoumata Coly
Pour les articles homonymes, voir Coly.
Fatoumata Coly, née le 3 janvier 1984, est une athlète sénégalaise.

## Carrière
Fatoumata Coly remporte la médaille de bronze du relais 4 × 100 mètres aux Championnats d'Afrique de 2004 à Brazzaville. 